# Chavigny-Bailleul
Chavigny-Bailleul település Franciaországban, Eure megyében. Lakosainak száma 580 fő (2022. január 1.). Chavigny-Bailleul Les Authieux, Coudres, Jumelles, Moisville, Mesnils-sur-Iton és Chambois községekkel határos.

## Népesség
A település népességének változása:
| Lakosok száma | 311  | 356  | 466  | 493  | 573  | 580  | 593  | 598  | 597  | 580  |
|               | 1968 | 1982 | 1990 | 2006 | 2013 | 2015 | 2017 | 2019 | 2020 | 2022 |